# 남아메리카 올해의 축구 선수
남아메리카 올해의 축구 선수는 남아메리카 클럽에서 뛰고 있는 남아메리카의 축구 선수 가운데 지난 1년 동안 최고의 활약을 보여준 선수에게 수여되는 상이다. 1971년부터 1985년까지 베네수엘라의 신문 《엘 문도》(El Mundo)가 상을 주관했으며 1986년부터 우루과이의 신문 《엘 파이스》(El País)가 상을 주관하고 있다.

## 역대 수상자
| 연도 | 선수명                   | 소속 클럽             |
| ---- | ------------------------ | --------------------- |
| 1971 | 토스탕                   | 크루제이루            |
| 1972 | 테오필로 쿠비야스        | 알리안사 리마         |
| 1973 | 펠레                     | 산투스                |
| 1974 | 엘리아스 피게로아        | 인테르나시오나우      |
| 1975 | 엘리아스 피게로아        | 인테르나시오나우      |
| 1976 | 엘리아스 피게로아        | 인테르나시오나우      |
| 1977 | 지쿠                     | 플라멩구              |
| 1978 | 마리오 켐페스            | 발렌시아              |
| 1979 | 디에고 마라도나          | 아르헨티노스 주니어스 |
| 1980 | 디에고 마라도나          | 아르헨티노스 주니어스 |
| 1981 | 지쿠                     | 플라멩구              |
| 1982 | 지쿠                     | 플라멩구              |
| 1983 | 소크라치스               | 코린치앙스            |
| 1984 | 엔초 프란체스콜리        | 리버 플레이트         |
| 1985 | 로메리토                 | 플루미넨시            |
| 1986 | 안토니오 알사멘디        | 리버 플레이트         |
| 1987 | 카를로스 발데라마        | 데포르티보 칼리       |
| 1988 | 루벤 파스                | 라싱                  |
| 1989 | 베베투                   | 바스쿠 다 가마        |
| 1990 | 라울 비센테 아마리야     | 올림피아              |
| 1991 | 오스카르 루헤리          | 벨레스 사르스피엘드   |
| 1992 | 하이                     | 상파울루              |
| 1993 | 카를로스 발데라마        | 후니오르              |
| 1994 | 카푸                     | 상파울루              |
| 1995 | 엔초 프란체스콜리        | 리버 플레이트         |
| 1996 | 호세 루이스 칠라베르트   | 벨레스 사르스피엘드   |
| 1997 | 마르셀로 살라스          | 리버 플레이트         |
| 1998 | 마르틴 팔레르모          | 보카 주니어스         |
| 1999 | 하비에르 사비올라        | 리버 플레이트         |
| 2000 | 호마리우                 | 바스쿠 다 가마        |
| 2001 | 후안 로만 리켈메         | 보카 주니어스         |
| 2002 | 호세 카르도소            | 데포르티보 톨루카     |
| 2003 | 카를로스 테베스          | 보카 주니어스         |
| 2004 | 카를로스 테베스          | 보카 주니어스         |
| 2005 | 카를로스 테베스          | 코린치앙스            |
| 2006 | 마티아스 페르난데스      | 콜로-콜로             |
| 2007 | 살바도르 카바냐스        | 아메리카              |
| 2008 | 후안 세바스티안 베론     | 에스투디안테스        |
| 2009 | 후안 세바스티안 베론     | 에스투디안테스        |
| 2010 | 안드레스 달레산드로      | 인테르나시오나우      |
| 2011 | 네이마르                 | 산투스                |
| 2012 | 네이마르                 | 산투스                |
| 2013 | 호나우지뉴               | 아틀레치쿠 미네이루   |
| 2014 | 테오필로 구티에레스      | 리버 플레이트         |
| 2015 | 카를로스 안드레스 산체스 | 리버 플레이트         |
| 2016 | 미겔 보르하              | 아틀레티코 나시오날   |
| 2017 | 루앙                     | 그레미우              |
| 2018 | 피티 마르티네스          | 리버 플레이트         |
| 2019 | 가브리에우 바르보자      | 플라멩구              |

## 통계

### 국적별
| 나라       | 수상 선수 | 수상 횟수 |
| ---------- | --------- | --------- |
| 브라질     | 12        | 15        |
| 아르헨티나 | 10        | 14        |
| 파라과이   | 5         | 5         |
| 우루과이   | 4         | 5         |
| 칠레       | 3         | 5         |
| 콜롬비아   | 3         | 4         |
| 페루       | 1         | 1         |

### 선수별
| 선수                     | 수상 횟수 |
| ------------------------ | --------- |
| 카를로스 테베스          | 3         |
| 엘리아스 피게로아        | 3         |
| 지쿠                     | 3         |
| 디에고 마라도나          | 2         |
| 엔초 프란체스콜리        | 2         |
| 카를로스 발데라마        | 2         |
| 후안 세바스티안 베론     | 2         |
| 네이마르                 | 2         |
| 토스탕                   | 1         |
| 테오필로 쿠비야스        | 1         |
| 펠레                     | 1         |
| 마리오 켐페스            | 1         |
| 소크라치스               | 1         |
| 훌리오 세사르 로메로     | 1         |
| 안토니오 알사멘디        | 1         |
| 루벤 파스                | 1         |
| 베베투                   | 1         |
| 라울 비센테 아마리야     | 1         |
| 오스카르 루헤리          | 1         |
| 하이                     | 1         |
| 카푸                     | 1         |
| 호세 루이스 칠라베르트   | 1         |
| 마르셀로 살라스          | 1         |
| 마르틴 팔레르모          | 1         |
| 하비에르 사비올라        | 1         |
| 호마리우                 | 1         |
| 후안 로만 리켈메         | 1         |
| 호세 카르도소            | 1         |
| 마티아스 페르난데스      | 1         |
| 살바도르 카바냐스        | 1         |
| 안드레스 달레산드로      | 1         |
| 호나우지뉴               | 1         |
| 테오필로 구티에레스      | 1         |
| 카를로스 안드레스 산체스 | 1         |
| 미겔 보르하              | 1         |
| 루앙                     | 1         |
| 피티 마르티네스          | 1         |
| 가브리에우               | 1         |

### 클럽별
| 클럽                  | 수상 선수 | 수상 횟수 |
| --------------------- | --------- | --------- |
| 리버 플레이트         | 7         | 8         |
| 보카 주니어스         | 3         | 4         |
| 인테르나시오나우      | 2         | 4         |
| 플라멩구              | 2         | 4         |
| 산투스                | 2         | 3         |
| 코린치앙스            | 2         | 2         |
| 상파울루              | 2         | 2         |
| 바스쿠 다 가마        | 2         | 2         |
| 벨레스 사르스피엘드   | 2         | 2         |
| 아르헨티노스 주니어스 | 1         | 2         |
| 에스투디안테스        | 1         | 2         |
| 알리안사 리마         | 1         | 1         |
| 아메리카              | 1         | 1         |
| 아틀레치쿠 미네이루   | 1         | 1         |
| 아틀레티코 나시오날   | 1         | 1         |
| 콜로-콜로             | 1         | 1         |
| 크루제이루            | 1         | 1         |
| 데포르티보 칼리       | 1         | 1         |
| 데포르티보 톨루카     | 1         | 1         |
| 플루미넨시            | 1         | 1         |
| 그레미우              | 1         | 1         |
| 후니오르              | 1         | 1         |
| 올림피아              | 1         | 1         |
| 라싱                  | 1         | 1         |
| 발렌시아              | 1         | 1         |

## 같이 보기
- UEFA 올해의 선수